# Władysław Biegański
Władysław Biegański (ur. 28 kwietnia 1857 w Grabowie nad Prosną, zm. 29 stycznia 1917 w Częstochowie) – polski lekarz internista, doktor medycyny, teoretyk logiki i psychologii, filozof, działacz społeczny. Zajmował się niemal wszystkimi dziedzinami medycyny, szczególnie chorobami zakaźnymi, diagnostyką chorób i logiką w medycynie.

## Życiorys
W latach 1870–1875 uczył się w gimnazjum w Piotrkowie Trybunalskim (obecne I Liceum Ogólnokształcące im. Bolesława Chrobrego), w tym czasie mieszkał w pobliskim Janowie. Zaraz po ukończeniu gimnazjum podjął studia medyczne na Cesarskim Uniwersytecie Warszawskim, które ukończył w 1880 roku. Na piątym roku studiów napisał pracę na konkurs zorganizowany przez Wydział Filozofii pt. Porównanie nauki o ideach Locka i Leibniza, którą wyróżniono.
Po praktykach – głównie położniczych – w Berlinie i Pradze, oraz krótkim pobycie w Rosji, gdzie pracował jako lekarz, w 1883 osiadł na stałe w Częstochowie i otworzył praktykę prywatną. Został lekarzem szpitalnym i miejskim, w latach 1884–1910 był oddziałowym lekarzem na kolei warszawsko-wiedeńskiej, a także pełnił funkcję lekarza fabrycznego (od 1887 r. w fabryce „Motte” i od 1885 r. w fabryce „Częstochowianka”). Sprawował urząd dyrektora szpitala miejskiego (do 1907 roku), który zreorganizował i przekształcił w liczący się ośrodek leczniczo-naukowy regionu.
W latach 1901–1917 pełnił funkcję prezesa w Towarzystwie Lekarskim Częstochowskim (którego był współzałożycielem). Był ponadto twórcą i prezesem Towarzystwa Dobroczynności dla Chrześcijan (1899–1901) oraz inicjatorem (1906) i pierwszym prezesem Oddziału Częstochowskiego Polskiego Towarzystwa Krajoznawczego, a także popularyzatorem zagadnień higieny (w 1901 założył Towarzystwo Higieniczne). Swoim działaniem zapoczątkował utworzenie Biblioteki Miejskiej (noszącej obecnie jego imię). W Częstochowie prowadził pracę naukową, z dala od polskich ośrodków akademickich, co spowodowało, że nazywano go „profesorem bez katedry”.
W 1906 r. był współorganizatorem I Gimnazjum Polskiego w Częstochowie przy ul. Kościuszki 10/12.
Zmarł na dławicę piersiową; pochowany na częstochowskim cmentarzu Kule.
Od 1885 był żonaty z Mieczysławą Rozenfeldówną, córką inżyniera Henryka Rozenfelda.

## Filozofia i metodologia nauki
Obok praktyki medycznej, zajmował się także filozofią medycyny i należał do polskiej szkoły filozofii medycyny. Od 1907 członek Towarzystwa Naukowego Warszawskiego.
Napisał kilka podręczników: m.in. Diagnostyka różniczkowa chorób wewnętrznych (1891), Wykłady o chorobach zakaźnych ostrych (1900–1901), Zagadnienia ogólne z teorii nauk lekarskich (1897), Logika medycyny (1894, uzupełniona w 1908 i wydana jako Logika medycyny, czyli zasady ogólnej metodologii nauk lekarskich, w 1909 wydana w Niemczech). Publikował w „Przeglądzie Lekarskim”, „Nowinach” i „Medycynie”. Jako filozof poświęcił się teorii poznania i genezie moralności. Swoje poglądy określał mianem prewidyzmu. Jego największe dzieła filozoficzne to: Zasady logiki ogólnej (1903), Teoria logiki (1912), Traktat o poznaniu i prawdzie (1910), Teoria poznania ze stanowiska zasady celowości (1914–1915), Prewidyzm i pragmatyzm, Podręcznik logiki dla szkół średnich i samouków (1906), Etyka ogólna (pośmiertnie, 1918).

### Prewidyzm
Swoje stanowisko epistemologiczne Biegański określał jako prewidyzm. Zgodnie z nim poznanie polega na przewidywaniu przyszłych faktów, a nie na uchwytywaniu rzeczywistości. Biegański twierdził, że „przewidywać”, czy też „odgadywać” możemy wszystko to, co w danym momencie nie jest elementem posiadanej przez nas wiedzy. W zależności od przedmiotu badań predykcja może mieć postać postgnozy (jeśli nasze przewidywanie dotyczy przeszłości), diagnozy (jeśli dotyczy teraźniejszości) lub prognozy (jeśli dotyczy przyszłości).
Pomimo pewnych podobieństw do pragmatyzmu, Biegański był przeciwnikiem koncepcji prawdy Williama Jamesa. Nie uważał, że wszystko, co zostało dowiedzione w doświadczeniu musi być prawdziwe. Nie zgadzał się z twierdzeniem, że prawda nie jest celem, a jedynie narzędziem do skutecznego działania – argumentował, że niepowodzenie naszego działania świadczy nie o tym, że nasze założenia były błędne, ile raczej o tym, że błędne było działanie. Odrzucał także rozumienie prawdy jako relatywnej względem teorii.

## Upamiętnienie
Władysław Biegański jest jedną z najbardziej popularnych postaci w historii polskiej medycyny. Większość pamiątek znajduje się w Izbie Pamiątek w Grabowie nad Prosną, w Częstochowie i bibliotekach posiadających w zbiorach prace jego autorstwa – część z nich jest dostępna online w bibliotekach cyfrowych. Prezydent Częstochowy i Towarzystwo Lekarskie Częstochowskie osobom wyróżniającym się wybitną oraz znaczącą działalnością w ochronie zdrowia i pracą na rzecz pacjenta przyznają Nagrodę Prezydenta Miasta Częstochowy im. dr. Władysława Biegańskiego. Uchwałą z 4 listopada 2016 roku Sejm RP zdecydował o ustanowieniu roku 2017 Rokiem Władysława Biegańskiego. Główną formą obchodów Roku Władysława Biegańskiego była Konferencja Naukowa poświęcona upamiętnieniu 100-lecia śmierci Doktora Władysława Biegańskiego, która odbyła się w Częstochowie (6–8 kwietnia 2017 r.). Towarzyszyła jej wystawa pt. „Doktor Władysław Biegański – życie i dzieło. W stulecie śmierci”, która była prezentowana m.in. w Senacie, Głównej Bibliotece Lekarskiej w Warszawie, w Bibliotece Publicznej im. dr. Władysława Biegańskiego w Częstochowie oraz Grabowie nad Prosną, gdzie 29 czerwca 2017 roku pośmiertnie nadano Władysławowi Biegańskiemu tytuł Honorowy Obywatel Miasta i Gminy Grabów nad Prosną. W 2017 roku w Sekcji Metodologii Nauk Medycznych Polskiego Towarzystwa Lekarskiego powołano „Studia nad twórczością naukową doktora Władysława Biegańskiego” mające na celu rozwijanie badań nad treścią prac dra Biegańskiego oraz popularyzowanie jego dorobku naukowego.